# 細小準鯨鯰
細小準鯨鯰，為輻鰭魚綱鯰形目鯨形鯰科的其中一種，分布於南美洲奧里諾科河至亞馬遜河間的淡水流域，體長可達4.9公分，棲息在底層水域，屬肉食性，生活習性不明。

## 擴展閱讀
維基物種上的相關：細小準鯨鯰